# Aeropuerto de Îles-de-la-Madeleine
El Aeropuerto de Iles-de-la-Madeleine (del inglés: Îles-de-la-Madeleine Airport) (IATA: YGR, OACI: CYGR) está ubicado en la isla de Havre-aux-Maisons cerca a isla central de Cap-aux-Meules en Iles-de-la-Madeleine, Quebec, Canadá. 
Este aeropuerto es clasificado por NAV CANADA como un puerto de entrada y es servido por la Canada Border Services Agency. Los oficiales de la CBSA pueden atender aviones de hasta 15 pasajeros.

## Aerolíneas y destinos
- Air Canada Jazz
  - Ciudad de Quebec / Aeropuerto internacional Jean-Lesage de Quebec
  - Montreal / Aeropuerto Internacional de Montreal-Trudeau
  - Gaspe / Aeropuerto de Gaspé
- Pascan Aviation
  - Ciudad de Quebec / Aeropuerto internacional Jean-Lesage de Quebec
  - Montreal / Aeropuerto de Montreal-Saint-Hubert
  - Bonaventure / Aeropuerto de Bonaventure